# Mosteiros (Cabo Verde)
Mosteiros es un municipio caboverdiano situado en la isla de Fogo.

## Geografía física

### Localización
Es el municipio más septentrional de la isla y limita con el océano Atlántico por el norte y por el este con el de Santa Catarina do Fogo por el sur y con el de São Filipe por el oeste.

### Orografía
El municipio ocupa un terreno montañoso, de tierras fértiles y diversos microclimas. El territorio también está formado por lava volcánica resultado de la erupción de 1951.

## Historia
El municipio fue fundado en 1991, cuando se dividió el extinto municipio de Fogo en dos, creando el municipio de Mosteiros y el de São Filipe.

## Organización territorial
Consta de una freguesia:
- Nossa Senhora da Ajuda

## Demografía
| Gráfica de evolución demográfica de Mosteiros entre 1980 y 2021 |
| |
| Población del municipio entre los años 1980 y 2010 según el censo de población de la página web Opendataforafrica.org. Población estimada según el Instituto Nacional de Estatística de Cabo Verde. Población según el resultado censal preliminar de 2021 del Instituto Nacional de Estatística de Cabo Verde según la página web citypopulation.de. |

## Economía

### Empleo
La taxa de desempleo en el año 2014 era de un 9%.

### Sector primario
El municipio es principalmente agrícola y con una gran área destinada para cultivos de café. En el año 2105, el 83% de la población vive en un medio agrícola y rural.

## Servicios públicos

### Educación
El índice de alfabetización en el año 2015 era de un 84%.

### Seguridad
A finales del año 2005 se inauguró la comisaría de policía que da servicio a todo el municipio.
El pueblo tiene un pequeño y atractivo centro, situado entre la playa y la montaña. Cuenta con algunos alojamientos para turistas, un banco y un centro de salud. La plaza mayor se llama Praca do Entroncamento. 
El municipio tiene apenas una iglesia, la de Nuestra Señora de Ayuda, que se celebra el 15 de agosto, feriado municipal.

## Festividades
- Carnaval
- Bandera de Dios: 6 de mayo en Queimada–Guincho
- Nossa Senhora de Fátima: 13 de mayo en Fajãzinha
- Nha Santa Rita: 22 de mayo en Queimada–Guincho y Mosteiros
- Santo António: 13 de junio en Queimada-Guincho, Feijoal, Fajãzinha y Achada-Grande
- São João: 24 de junio en Queimada-Trás, Vila de Igreja y Atalaia
- São Pedro: 29 de junio en Queima-Trás, Feijoal y Ribeira do Ilhéu
- São Paulino: 6 de julio en Vila de Igreja
- Nha Sant’Ana último domingo de junio. Este acontecimiento consiste en la fiesta de la bandera en la que realizan danzas de Canizade el sonido de los tambores y voces catadeiras, comida con platos típicos, bailes, misa eucarística.
- Fiesta del Día del Municipio y de Nossa Senhora de Ajuda: 15 de agosto. Se celebran misas y procesiones, también se realizan pruebas deportivas como atletismo, ciclismo, natación, fiestas con bailes populares y el tradicional Festival Musical da “Praia-Lantcha”.[6]

## Deporte

### Instalaciones deportivas
En la villa de Mosteiros se encuentra el estadio Francisco José Rodrigues, donde disputan sus encuentros los equipos del municipio. Otras instalaciones son el polideportivo João de Joia.

### Entidades deportivas
Cuenta con 3 equipos de fútbol, el Cutelinho FC, Grito Povo FC y el CD Nô Pinchta.

## Municipios hermanados
- Azambuja, Portugal.
- Entroncamento, Portugal.
- Haría, España.